# 장혁 (1966년)
장혁(1966년 7월 25일 ~ )은 조선민주주의인민공화국의 정치인이다. 전 조선로동당 중앙위원회 위원 겸 내각 철도상이다.

## 경력
철도성 제1부상을 거쳐 2015년 7월 철도상에 임명되었다. 2016년 5월, 조선로동당 제7차 대회에서 조선로동당 중앙위원회 위원에 임명되었다.